# Dordrecht
Dordrecht ( hallgatás) város Hollandia Dél-Holland tartományában. Lakosainak száma 121 434 fő (2023. január 1.).

## Fekvése
Rotterdamtól 19 km-re, az alsó Maas Merwede nevű ága mellett található.

## Története
Dordrechtet 1049-ben említik először, a két Holland tartomány legrégibb városának tartják. 1421. november 19-én rettenetes árvíz pusztította el; ekkor alakult a Biesbosch és lett szigetté azon hely, ahol a város áll. 1572-ben itt tartották Hollandia független államai első gyűlésüket (a „Het Hof“-ban) és szabták meg a szabad Németalföld első alkotmányát. 1618 – 1619-ben a protestáns teológusok nagy szinódust tartottak a gomaristák és arminiánusok közötti viszály elsimítása érdekében. Ez volt a dorti zsinat. Az előbbiek győztek. A várost 1794-ben a franciák foglalták el.

## Látnivalók
A csatornák által átszelt és többnyire csúcsos fedelű házakból álló belváros legjelentősebb épülete a 14. századból való 97 méter hosszú és 40 méter széles nagytemplom (Grote Kerk) és a városháza.
Dordrecht egyik múzeuma, a Museum 1940–1945 a második világháborús helyi ellenállásnak állít emléket.

## Háztartások száma
Dordrecht háztartásainak száma az elmúlt években az alábbi módon változott:
| Háztartások száma | 54 292 | 54 430 | 54 432 | 54 254 | 54 322 | 54 592 |
|                   | 2010   | 2011   | 2012   | 2013   | 2014   | 2015   |

## Testvértelepülések
- Recklinghausen (Németország), 1974
- Dordrecht, Dél-afrikai Köztársaság

## Híres emberek
- Aert de Gelder, holland festő
- Bartholomeus Assteyn, művész
- Nicolaas Bloembergen, amerikai fizikus
- Aelbert Jacobsz Cuyp, festő
- Mathieu Heijboer, versenyző
- Nicolaes Maes, festő
- Samuel van Hoogstraten, festő
- Johan de Witt, politikus
- Rogier Blokland nyelvész, a finnugrisztika professzora